# 장시성 (중화민국)

장시 성의 위치

장시성(중국어: 江西省, 한국어: 강서성)은 1912년부터 1949년까지 존재했던 중화민국의 성으로 성도는 난창이며 면적은 165,258km2이다. 9개 행정독찰구 하에 1개 시, 81개 현을 관할했다. 동쪽으로는 저장 성, 북쪽으로는 안후이 성과 후베이 성, 서쪽으로는 후난 성, 남쪽으로는 광둥 성과 접하고 있었다.